# Markvattnet
Markvattnet är en sjö i Kristinehamns kommun i Värmland och ingår i Göta älvs huvudavrinningsområde. Sjön är 8,2 meter djup, har en yta på 0,734 kvadratkilometer och befinner sig 127,3 meter över havet. Sjön avvattnas av vattendraget Varnan.

## Delavrinningsområde
Markvattnet ingår i det delavrinningsområde (659309-140148) som SMHI kallar för Utloppet av Markvattnet. Medelhöjden är 148 meter över havet och ytan är 11,15 kvadratkilometer. Det finns inga avrinningsområden uppströms utan avrinningsområdet är högsta punkten. Varnan som avvattnar avrinningsområdet har biflödesordning 2, vilket innebär att vattnet flödar genom totalt 2 vattendrag innan det når havet efter 265 kilometer. Avrinningsområdet består mestadels av skog (67 procent) och sankmarker (16 procent). Avrinningsområdet har 1,8 kvadratkilometer vattenytor vilket ger det en sjöprocent på 2,9 procent. Bebyggelsen i området täcker en yta av 1,32 kvadratkilometer eller 2 procent av avrinningsområdet.